# Ravenswood (Virginia Occidentale)
Ravenswood è un comune degli Stati Uniti d'America, nella contea di Jackson nello Stato della Virginia Occidentale.